# Paradexiospira cancellata
Paradexiospira cancellata är en ringmaskart som först beskrevs av Fabricius 1780.  Paradexiospira cancellata ingår i släktet Paradexiospira och familjen Serpulidae. Arten har ej påträffats i Sverige. Inga underarter finns listade i Catalogue of Life.